# 북관대첩비
북관대첩비(北關大捷碑)는 함경북도 북평사 직을 맡고 있던 정문부 장군이 임진왜란 중 의병을 모아 왜군을 격퇴한 공을 기려 조선 숙종 때 북평사 최창대가 함경북도 길주군 임명면 (현 조선민주주의인민공화국 함경북도 김책시 임명동)에 세운 전공 기념 비석이다. 높이 187cm, 너비 66cm.

## 개요
북관대첩비의 정식 이름은 「유명조선국함경도임진의병대첩비」(有明朝鮮國咸鏡道壬辰義兵大捷碑)이며, 비문에는 임진왜란 당시 관북, 지금의 함경도 지역에서 일어난 의병들의 활동과 공로가 1500여 글자로 기록되어 있다. 1592년 명을 친다는 명분 아래 도요토미 히데요시가 대규모 병력을 보내 조선을 침공하고, 수도 한성은 함락되고 선조는 서북쪽으로 달아난 채 조선 국토가 왜병에게 유린당하는 가운데, 왜군 장수 고니시 유키나가와 가토 기요마사는 각자 군사를 이끌고 북진해왔다. 선조는 왜병에 맞설 군사를 모으기 위해 왕자 임해군과 순화군을 각기 함경도와 강원도로 파견하지만, 왕자라는 신분을 내세워 거만하게 구는 임해군의 행동에 함경도 주민들은 오히려 분개했으며, 회령의 아전이었던 국경인과 국세필 등이 나서서 임해군과 순화군을 잡아 왜병에게 바치고 항복해버렸다. 국경인 등은 그 공로로 함경도의 책임자로 임명되었다.
이때 경성 사람이었던 이붕수가 몰래 최배천ㆍ지달원ㆍ강문우(姜文佑) 등과 함께 평사(評事) 정문부를 주장으로, 종성부사 정현룡ㆍ경원부사 오응태(吳應台)를 차장으로 추대하여 의병 백여 명을 얻었다. 정문부는 때마침 북쪽에서 야인의 움직임이 심상치 않음을 들어 국세필에게 함께 북쪽을 방비하자고 꾀어 성으로 들어간 뒤, 이튿날인 9월 16일 아침 이들을 생포해 처형한 다음 군중에 돌리고, 남쪽 명천으로 가서 앞서 국세필 등에 가담했던 명천의 아전 정말수(鄭末守) 등도 잡아 죽이는 한편 왜병 수십 명을 경성에서 쳐부수었다. 나아가 왜병과 교전하여 10월 30일에는 길주 장평에서 왜병 825명, 12월 10일에는 쌍포에서 왜병 100여 명(《실록》에는 60여 명)을 전사시키고 이듬해 1월 23일에는 왜병 100여 명을 단천에서 쳐부수었다. 이에 왜병은 1월 28일에 관북에서 물러났다고 비문은 전하고 있다. 의병은 최배천을 보내어 사잇길로 가서 승전 소식을 보고했고, 선조는 이붕수에게 감찰을, 최배천에게는 조산(朝散)의 가자(加資)와 명주 한 필의 상을 주고, 정문부는 길주 목사로 삼았다.
왜병을 상대로 공을 세운 정문부는 자신의 공을 관찰사 윤탁연에게 가로채여 제대로 된 논공행상도 받지 못했고, 종전 뒤에는 남원 부사와 진주목사 등을 역임했으나 인조반정 뒤 박홍구 옥사사건에 연루되어 고초를 겪다 결국 1624년 11월 19일에 옥사하였다. 40년 뒤에야 혐의가 풀려 좌찬성에 추증되었고, 1709년 함경도 주민들의 발의로 북관대첩비가 세워지게 되었다.

## 반환
1905년 러일 전쟁 당시 일본군 제2사단 소장 이케다 쇼스케(池田正介)가 발견하여 일본으로 가져갔고, 그 후 반환될 때까지 야스쿠니 신사에서 보관하였다. 러일전쟁의 전승국이었던 일본은 북관대첩비를 「전리품」 취급하여 천황에게 바치는 예식을 치르고 야스쿠니 신사로 보냈다.
당시 일본 유학생이던 조소앙이 야스쿠니 신사에서 이 비를 발견하고는 『대한흥학보』에 「함경도임진의병대첩비」(咸鏡道壬辰義兵大捷碑, 1909년)이라는 글을 기고하여 "누가 이 사실에 분개하지 않을 것이며 (북관대첩비를 빼앗긴) 큰 죄를 면할 수 있겠는가"라며 호소하였다. 그러나 당시 한국의 국권이 일본에 넘어가던 어수선한 상황에서 누구도 어떠한 조치를 취하지 못한 채 한일합방을 맞았고, 동아일보 1926년 6월 19일자 기사에는 이생(李生)이라고만 알려진 무명의 투고자가 북관대첩비의 소식을 간략하게 전하면서, 비석 옆에 "대첩이라 하였지마는 그 때의 사실과는 전연 서로 다르니 세인은 이 비문을 믿지 말라"고 쓴 나무패가 서있었다고 증언하고 있다. 해방 이후에도 6.25 전쟁의 혼란 속에서 북관대첩비에 대한 문제는 언급조차 되지 않았다.

야스쿠니 신사에 소장되어 있을 당시의 북관대첩비의 모습.

1978년 재일 한국인 학자 최서면(崔書勉, 당시 국제한국연구원장, 명지대 교수)이 우연하게 조소앙이 쓴 글을 읽게 되었고, 야스쿠니 신사의 뒤뜰을 뒤진 끝에 북관대첩비를 찾아냈다. 그는 「75年ぶりに確認された咸鏡道壬辰義兵大捷碑」라는 논문을 발표하고, 당시 박정희 정부에 이 사실을 통보하였으며 한국의 「조선일보」 1978년 4월 12일자에 보도되었다. 이때 한국 정부는 처음으로 일본에 북관대첩비 반환을 요청하였다. 정문부의 후손인 해주 정씨 종친회는 비석이 확인된 직후부터 야스쿠니 신사에 반환청원서를 냈고, 신사의 권궁사(權宮司)를 만나보기도 했으나 이루어지지 않았다.
한편 일본에서 1960년부터 반환 운동을 벌였던 승려 가키누마 센신이 2000년 한국의 승려 초산과 함께 「북관대첩비 민족운동중앙회」를 창설하고, 2003년 12월 18일, 한국의 외교통상부는 "북관대첩비 반환을 위해서는 남북간 조정이 필요하며 신사에 반환을 강제할 수 없다"는 일본 정부의 입장과 "남북간 협의 후 일본 정부의 공식 요청이 있을 경우, 비를 반환할 수 있다"는 야스쿠니 신사의 입장을 확인했다(야스쿠니 신사의 입장은 가키누마 센신이 야스쿠니 신사의 궁사로부터 받은 공식 서한의 내용이기도 했다).
2005년 3월 28일, 한일 불교복지협의회가 북한의 조선불교도연맹 측과 베이징에서 만나 최종적으로 북관대첩비를 북한에 반환하기로 합의하였고, 그 합의문 채택결과를 주한 일본대사관에 통보했다. 4월 23일, 이해찬 당시 국무총리는 김영남 상임위원장에게 북관대첩비 반환을 위한 협의를 아시아-아프리카 정상회의에서 제의했다. 5월 12일 한국 정부는 북관대첩비 반환을 위한 남북 문화재 당국간 회담을 북한에 정식 제안하였고, 20일에 주한 일본대사관은 "남북 당국간 합의 뒤 한국 정부의 요청이 있으면 반환이 가능하다"라는 회신을 하였다. 6월 20일, 한일 정삼회담에서 노무현 대통령과 일본의 고이즈미 준이치로 총리가 북관대첩비 반환에 대해 합의했다. 6월 23일 서울에서 개최된 제15차 남북 장관급 회담에서는 "남과 북은 일본으로부터 북관대첩비를 반환받기로 하고 이를 위한 실무적 조치를 취하기로 하였다"는 합의 발표가 이루어지고 외교통상부를 중심으로 반환 요청 작업이 가속화되어, 6월 28일 한국 정부는 일본 정부에 북관대첩비 반환을 공식 요청하였다.
10월 3일에 야스쿠니 신사의 이사회는 북관대첩비 반환을 최종적으로 결정하였으며, 이에 따라 한국의 문화재청 산하기관인 국립문화재연구소 보존과학실의 팀이 야스쿠니 신사에 파견되어 9일부터 북관대첩비 이전 해체 작업에 들어갔다. 12일, 대한민국 정부와 일본 정부는 북관대첩비 인도문서에 서명하였고, 철거에 필요한 기술적 지원을 하기로 합의하였다. 10월 15일, 대한민국과 일본의 각계 인사가 참여한 가운데, 일본 야스쿠니 신사에서 북관대첩비 반환을 앞둔 전통의례인 고유제(告由祭)가 거행되었으며, 20일 대한항공 화물기가 북관대첩비를 싣고 한국에 착륙하였다. 한국으로 들어온 북관대첩비는 10월 28일, 서울 용산구로 신축 이전된 국립중앙박물관 이전 개관식 때 노무현 대통령을 비롯한 각계 인사와 일반인들이 참여한 가운데 일반에 공개되었고, 박물관의 전시동 으뜸홀에 잠시 비치되어 전시된 후, 경복궁으로 옮겨졌다.
11월 17일 공식 제막식이 이루어졌다(이 날은 을사늑약 체결 100년이었다).
2006년 2월 13일 : 남북간에 북관대첩비 북한 환송에 관한 협의를 가져, 3월 1일에 개성공단이 있는 개성을 거쳐 인도하기로 했다. 2006년 2월 20일에 북관대첩비 환송 고유제가 경복궁에서 개최되었으며, 2월 28일에 북관대첩비의 주인공이기도 한 정문부의 묘소가 있는 의정부시에서 충의공 제향 의식이 행해졌다. 3월 1일 개성을 거쳐 북한으로 송환된 북관대첩비는 3월 23일 원래 자리에 다시 세워지고 조선민주주의인민공화국 국보 제193호로 지정되었다. 4월 25일, 북관대첩비의 복제비가 경복궁에 전시되었다.

## 관련 작품
- 「100년만의 귀환 - 북관대첩비」(KBS HD 역사스페셜) - 2005년 10월 21일 방송

## 같이 보기
- 북관대첩
- 정문부